# Ixnay on the Hombre
Ixnay on the Hombre (engl./span. etwa für: „Scheiß auf Autoritäten“) ist das vierte Studioalbum der US-amerikanischen Punkrock-Band The Offspring. Es erschien am 4. Februar 1997 über das Label Columbia Records und ist der Nachfolger des 1994 erschienenen Erfolgsalbums Smash.

## Produktion
Das Album wurde von dem Musikproduzent Dave Jerden produziert und in den Eldorado Recording Studios in Burbank aufgenommen.

## Covergestaltung
Das Albumcover zeigt ein gezeichnetes grün-weißes Gebilde, das aus Totenschädeln besteht. Der oberste Totenkopf trägt eine Krone. Über bzw. unter dem Bild stehen die weißen, aus Knochen geformten Schriftzüge The Offspring und Ixnay on the Hombre. Der Hintergrund ist in den Farben orange und rot gehalten.

## Titelliste
1. Disclaimer – 0:44
2. The Meaning of Life – 2:55
3. Mota – 2:56
4. Me & My Old Lady – 4:31
5. Cool to Hate – 2:47
6. Leave It Behind – 1:56
7. Gone Away – 4:27
8. I Choose – 3:54
9. Intermission – 0:48
10. All I Want – 1:54
11. Way Down the Line – 2:35
12. Don’t Pick It Up – 1:52
13. Amazed – 4:25
14. Change the World – 6:23

## Kommerzieller Erfolg

### Chartplatzierungen und Singles
| Professionelle Bewertungen | Professionelle Bewertungen |
| -------------------------- | -------------------------- |
| Kritiken                   |                            |
| Quelle                     | Bewertung                  |
| Rolling Stone              | [ 3 ]                      |
| allmusic                   | [ 4 ]                      |

Ixnay on the Hombre erreichte in über zehn Ländern die Top Ten der Charts, konnte insgesamt aber nicht an den kommerziellen Erfolg des Vorgängers Smash anknüpfen. In Deutschland belegte das Album Platz 15 und hielt sich 17 Wochen in den Top 100, während es in den Vereinigten Staaten Rang 9 erreichte und sich 38 Wochen in den Charts halten konnte. Die größten Erfolge mit jeweils Platz 2 konnte das Album in Australien, Finnland und Neuseeland verbuchen.
Als Singles wurden die Lieder All I Want, Gone Away, Cool to Hate, The Meaning of Life und I Choose ausgekoppelt.
| ChartsChartplatzierungen       | Höchstplatzierung | Wochen |
| ------------------------------ | ----------------- | ------ |
| Deutschland (GfK)              | 15 (17 Wo.)       | 17     |
| Österreich (Ö3)                | 3 (15 Wo.)        | 15     |
| Schweiz (IFPI)                 | 10 (12 Wo.)       | 12     |
| Vereinigte Staaten (Billboard) | 9 (38 Wo.)        | 38     |
| Vereinigtes Königreich (OCC)   | 17 (4 Wo.)        | 4      |

| ChartsJahrescharts (1997) | Platzierung |
| ------------------------- | ----------- |
| Österreich (Ö3)           | 33          |

### Auszeichnungen für Musikverkäufe
Ixnay on the Hombre verkaufte sich bis heute weltweit über drei Millionen Mal. Davon wurden allein in den Vereinigten Staaten mehr als eine Million Einheiten verkauft, wofür es dort 1997 mit einer Platin-Schallplatte ausgezeichnet wurde. Im Vereinigten Königreich verkaufte sich das Album bis 2013 über 100.000 mal und erhielt eine Goldene Schallplatte.
| Land/Region                  | Auszeichnungen für Musikverkäufe (Land/Region, Auszeichnung, Verkäufe) | Verkäufe  |
| ---------------------------- | ---------------------------------------------------------------------- | --------- |
| Australien (ARIA)            | 2× Platin                                                              | 140.000   |
| Finnland (IFPI)              | Gold                                                                   | 26.511    |
| Japan (RIAJ)                 | Platin                                                                 | 200.000   |
| Kanada (MC)                  | 2× Platin                                                              | 200.000   |
| Neuseeland (RMNZ)            | 3× Platin                                                              | 30.000    |
| Spanien (Promusicae)         | Gold                                                                   | 50.000    |
| Vereinigte Staaten (RIAA)    | Platin                                                                 | 1.000.000 |
| Vereinigtes Königreich (BPI) | Gold                                                                   | 100.000   |
| Insgesamt                    | 3× Gold · 9× Platin ·                                                  | 1.746.511 |

Hauptartikel: The Offspring/Auszeichnungen für Musikverkäufe